# Louis van Paridon
Ludovicus Petrus (Louis) van Paridon (Amsterdam, 28 februari 1922 – Veghel, 3 januari 2016) was een Nederlands fotograaf.

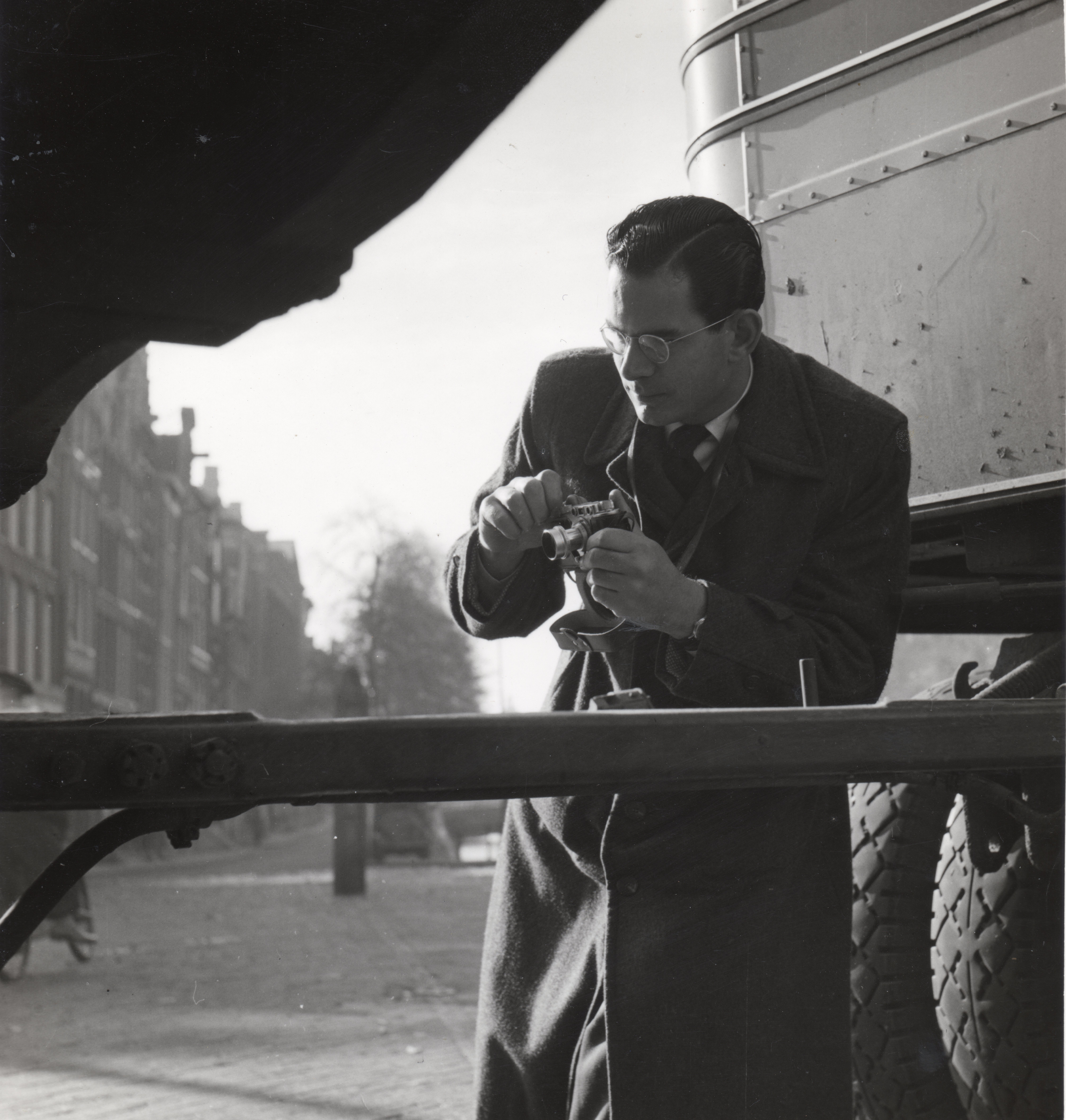
Louis van Paridon (1922-2016)

## Carrière
Louis van Paridon was een zoon van beeldenmaker Pieter van Paridon en Maris Louisa van Dijk en was een broer van de toneelspeler Egbert van Paridon, die hem introduceerde in de theaterwereld. Louis was het negende kind uit het katholieke gezin van elf. Hij volgde vóór de Tweede Wereldoorlog op zestienjarige leeftijd de beroepsopleiding schilderen op de Nijverheidsschool Don Bosco in Amsterdam. 
Om aan de Arbeitseinsatz van de Duitse bezetter te ontkomen, vertrok Louis als landarbeider naar een Noord-Brabantse boerderij. Hij kwam terecht in de omgeving van Helvoirt. Het boerenleven maakte grote indruk op zijn latere leven. Na de oorlog bekwaamde hij zich in 1947 als laborant en leerling-fotograaf bij het R.K. Fotopersbureau Het Zuiden in 's-Hertogenbosch. Van Paridon legde het Rijke Roomse Leven vast en zorgde ervoor dat hij een groot netwerk opbouwde met katholieke organisaties, zoals de Katholieke Arbeidersbeweging en Pax Chisti. Hij maakte reportages onder meer van de pelgrimage naar Lourdes en reizen naar Spanje en Italië. 
Vooral door zijn werk bij de televisieomroepen AVRO en KRO kreeg hij vele beroemdheden voor de lens zoals Toon Hermans, Willeke Alberti, Harry Mulish en Simon Vestdijk. Zijn foto's werden gepubliceerd in kranten (De Tijd) en tijdschriften (Katholieke Illustratie, Televizier). Zijn zwart-wit foto's blinken volgens de journalist Loek Hieselaar - net als Van Paridon werkzaam bij het dagblad De Tijd - uit 'door  hun Rembrandteske licht-donker werking'.
Van Paridon stopte eind jaren zestig met fotografie en trok zich terug op zijn in 1960 aangekochte Brabantse boerderij in Heeswijk-Dinther, waar hij zich onder andere bezig hield met het verzamelen van kunst. Het is niet duidelijk waarom Van Paridon stopte met fotograferen. Mogelijk paste hij niet goed meer in de nieuwe generatie fotografen; ook de afnemende financiële middelen van tijdschriften, waardoor fotografie minder in trek was, kan een rol hebben gespeeld. Een voormalig medewerker gaf aan dat Van Paridon zijn fotografiewerk niet als een vorm van kunst zag, maar louter als een technisch beroep, waardoor hij geen echte drang voelde om te blijven fotograferen.

## Heruitgave
Zijn werk is herontdekt door het Katholiek Documentatie Centrum (KDC) van de Radbouduniversiteit in Nijmegen dat in 2017 een expositie over zijn werk inrichtte. Het KDC digitaliseert sindsdien zijn omvangrijke zwart-wit oeuvre. In 2019 verscheen bij uitgeverij Joh. Enschedé Amsterdam een monumentaal boek over zijn werk en leven van Van Paridon.
Het KDC en het Nationaal Archief (Spaarnestad Photo) bewaren zijn omvangrijk foto-archief als belangrijk cultureel erfgoed. Kenners noemen Van Paridon een van de beste fotografen van de jaren vijftig en zestig in Nederland. Het fotopersbureau Hollandse Hoogte (onderdeel van het ANP) heeft meer dan duizend kleurendia's van Van Paridon opgenomen in de historische collectie. Zijn foto's van het deels verdwenen rijke Roomse Leven zijn als 'geschiedschrijving in beelden' vanuit historisch oogpunt van groot belang.